# LSV Reinecke Brieg
Der LSV Reinecke Brieg (vollständiger Name Luftwaffen-Sportverein Reinecke Brieg) war ein deutscher Militär-Sportverein aus der niederschlesischen Stadt Brieg, die heute Brzeg heißt und zu Polen gehört.

## Geschichte
Der Ursprungsverein LSV Reinecke Hildesheim wurde 1936 in Hildesheim gegründet, wo 1935 ein Fliegerhorst der Luftwaffe eingerichtet worden war. 1939 wurde der Verein an den Luftwaffenstandort Brieg in Niederschlesien verlegt und hieß seitdem LSV Reinecke Brieg.
Zur Spielzeit 1940/41 gelang dem Verein der Sprung in die zweitklassige Bezirksliga Oberschlesien, welche ungeschlagen absolviert worden war. Dadurch qualifizierte sich Brieg für die Aufstiegsrunde zur Gauliga Schlesien 1941/42. Auf Grund der Aufsplittung der Gauliga Schlesien zur kommenden Spielzeit stiegen alle vier an der Aufstiegsrunde beteiligten Vereine in die erstklassige Gauliga auf. 1943 gewann der Verein die Niederschlesische Meisterschaft, die zur Teilnahme an der Endrunde zur Deutschen Meisterschaft berechtigte. Im Achtelfinale der Deutschen Meisterschaft unterlag der LSV Brieg dem First Vienna FC 1894 mit 0:8.
Die Handballabteilung des Vereins gehörte zu den erfolgreichsten Mannschaften in den 1940er-Jahren und gewann ab 1940 alle bis 1944 ausgespielten Gaumeisterschaften Schlesiens bzw. ab 1941 Niederschlesiens. Verbunden damit war die Qualifikation für die deutschen Feldhandballmeisterschaften. 1940 schied Brieg bereits in der ersten Runde nach einer 4:8-Niederlage gegen die Sportfreunde Leipzig aus. Erfolgreicher verlief die Deutsche Feldhandball-Meisterschaft 1940/41, hier erreichte Brieg nach Siegen über den LSV Eger und dem TSV 1867 Leipzig das Halbfinale, schied in diesem jedoch mit 4:8 gegen den MSV Hindenburg Minden aus. Auch 1941/42 erreichte der Verein erneut das Halbfinale der deutschen Feldhandballmeisterschaft. Nachdem Brieg 1943 im Viertelfinale mit 6:9 am Berliner HLC scheiterte, erreichte der Verein 1944 nochmals das Halbfinale der deutschen Feldhandball-Meisterschaft, scheiterte dort jedoch am späteren Meister SG OrPO Berlin.
Der LSV Brieg erlosch 1944.

## Spielstätte
Die Spielstätte des LSV Brieg war das Brieger Fußballstadion.

## Erfolge
- Fußball:
  - Meister der Fußball-Gauliga Niederschlesien: 1943
  - Teilnahme an der deutschen Fußballmeisterschaft: 1943
- Handball:
  - Meister der Handball-Gauliga Schlesien: 1940, 1941
  - Meister der Handball-Gauliga Niederschlesien: 1942, 1943, 1944
  - Teilnahme an der deutschen Feldhandballmeisterschaft: 1940, 1941, 1942, 1943, 1944